# Parque nacional de Burabay
El parque nacional de Burabay (en kazajo: «Бураба́й» мемлекетті́к ұлтты́қ табиғи́ паркі́, transl.: "Burabay" memlekettik ulttiq tabïğï parki) es un parque natural de Kazajistán localizado en el distrito de Burabay, Akmola bajo jurisdicción directa del Presidente del Gobierno.
Al ser un área protegida, las actividades económicas y lúdicas están prohibidas de acuerdo con la legislación vigente de las reservas naturales.

## Historia y estatus
El parque fue establecido en 1898 como paraje natural. En 1920 fue nacionalizado y declarado ciudad balneario de importancia nacional. En 1935 fue organizado como "parque nacional de la reserva natural de Burabay" hasta 1951, año en el que se estableció una zona boscosa.
En mayo de 1997, se aprobó una moción gubernamental en la que el bosque pasaría a declararse natural y la gestión del mismo pasaría a estar gestionado por el Estado. En el 2000 con la sanción de la moción Nº1246 del 12 de agosto se construye el parque nacional con una superficie de 83 511 ha, de las que 47 600 son de bosque.
En 2010 la superficie alcanza una extensión de 129 935 ha de las que 370 son tierras baldías.

## Geografía

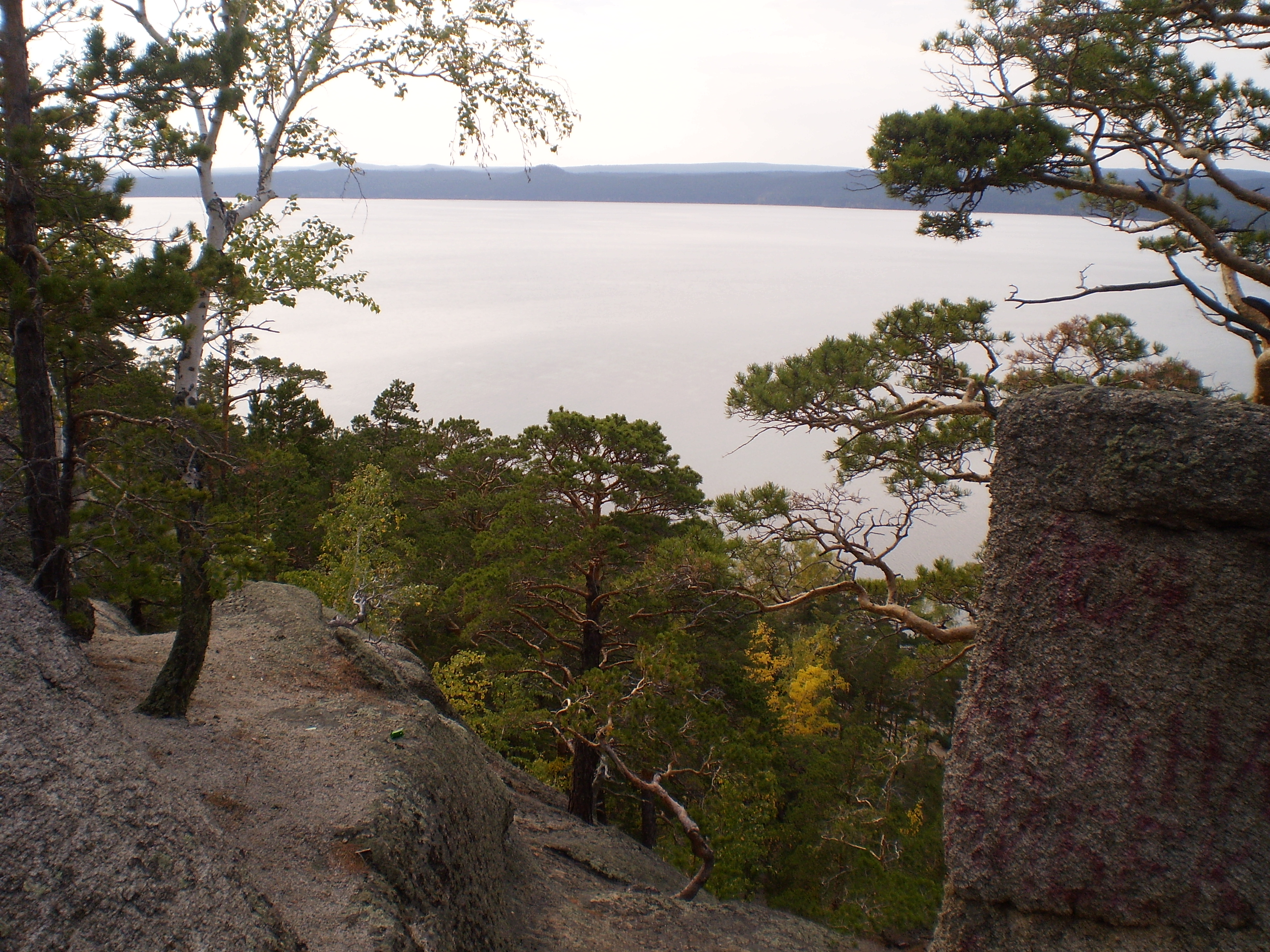

### Climatología
La temperatura media en enero es de -16 °C y en julio de 19 °C. La precipitación media ronda los 300 mm anuales. En cuanto a las nevadas, estas alcanzan un espesor de entre 25 y 35 cm y tienen una duración desde noviembre a abril.

### Flora y fauna
Dentro de los límites se encuentran 757 variedades de plantas, de las que 119 están protegidas y doce se encuentran en la Lista Roja. El bosque cuenta con un 65 % de pináceas, 31% de abedules, 3 % de chopos y un 1% de arbustos. En la zona también es frecuente encontrar setas comestibles.
Debido a la diversidad de la flora, la fauna es abundante: en su totalidad se pueden hallar 305 especies animales, siendo un 36 % de la diversidad salvaje de Kazakhstán.